# Фасівочка
Фасі́вочка — село Макарівської селищної громади Бучанського району Київської області. Населення становить 538 осіб.
Під назвою Фасівка заснована близько 1850 року. У імперські часи в Фасівочці жили переважно заможні селяни. До І Світової Війни в селі діяла школа.
У 1929 році створено колгосп «Червоний плугатар», головою якого став Г. І. Кириленко. В 1930-му створено другий колгосп — «Зелений гай». Обидва господарства незабаром об'єднались у одну артіль — «Більшовик». Під час війни загинуло 46 мешканців Фасівочки. В селі діяла підпільна група, яку очолював місцевий вчитель.
Нині на території села розміщена пилорама.